# Glabrocyphella dermatoides
Glabrocyphella dermatoides är en svampart som beskrevs av Ellis 1961. Glabrocyphella dermatoides ingår i släktet Glabrocyphella och familjen Marasmiaceae.   Inga underarter finns listade i Catalogue of Life.